# Факел (журнал)
«Фа́кел» — болгарский литературный журнал, выходивший в 1981—2011 годах и знакомивший болгарских читателей с наиболее ценными и яркими произведениями русской литературы. Его бессменным главным редактором был поэт и переводчик Георги Борисов.
Журнал был основан Союзом болгарских писателей и Союзом переводчиков в Болгарии, и его первый номер вышел из печати в 1981 году. На обложке было написано — «двухмесячник советской литературы». С течением времени на его страницах стали появляться произведения, которые не печатались даже на родине, такие как «Ювенильное море» и «Котлован» Андрея Платонова, «Мы» Евгения Замятина (перевод Р. Бырдарской), «Собачье сердце» и «Роковые яйца» Михаила Булгакова, «Москва-Петушки» Венедикта Ерофеева и многие другие. В 1989 году его намеревались закрыть из-за публикации «Архипелага ГУЛАГа» Александра Солженицына. Лишь благодаря вмешательству болгарских и русских интеллектуалов издание продолжило существовать. Среди авторов, которые публиковались на страницах «Факела» в поздние годы, — Иосиф Бродский, Виктор Ерофеев, Евгений Попов, Виктор Пелевин, Милан Кундера, Данило Киш, Дубравка Угрешич, Эмиль Чоран и Чеслав Милош.
Первоначально «Факел» выпускал шесть номеров в год, затем четыре. В 2010 и 2011 годы удалось выпустить лишь по одному тому. В последнем выпуске «Факела» основными публикациями стали малая проза Даниила Хармса, «Набережная неисцелимых» Иосифа Бродского, стихи Евгения Рейна и проза Анатолия Королёва.